# Hibiscus arnottianus
Hibiscus arnottianus ist eine Pflanzenart aus der Gattung Hibiskus (Hibiscus) innerhalb der Familie der Malvengewächse (Malvaceae). Die drei Varietäten kommen nur in Hawaii vor. Die Varietät Hibiscus arnottianus var. immaculatus mit komplett weißer Blüte ist vom Aussterben bedroht und die seltenste Varietät innerhalb der Gattung.

## Beschreibung

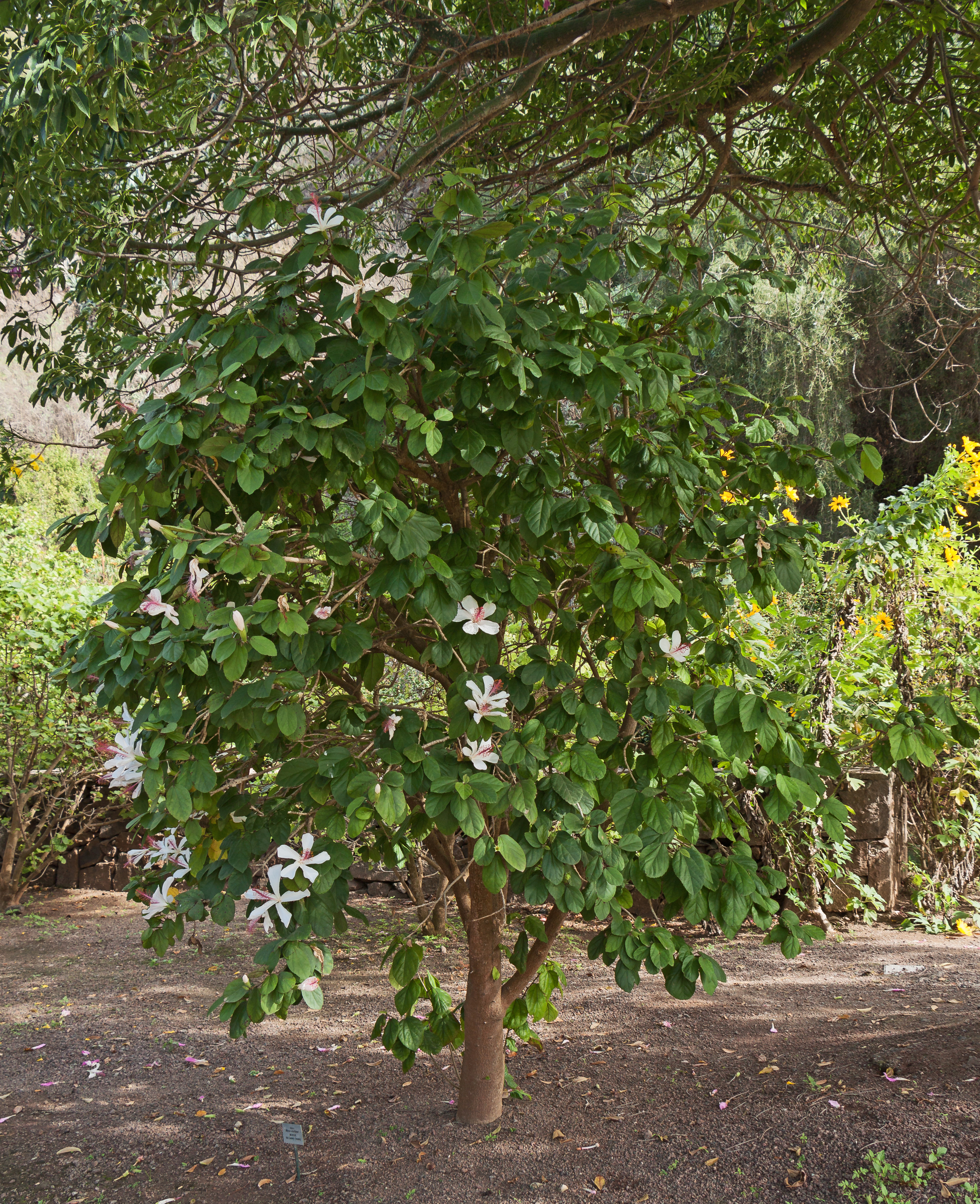
Hibiscus arnottianus var. arnottianus, Habitus

### Vegetative Merkmale
Hibiscus arnottianus wächst als immergrüner, mehrstämmiger Strauch oder kleiner Baum, der meist Wuchshöhen von 4,5 bis 6 Metern erreicht, selten aber auch bis zu 10 Metern. Diese großen Exemplare erreichen dann einen Kronendurchmesser von etwa 6 Metern.
Die wechselständig an den Zweigen angeordneten Laubblätter sind in Blattstiel und Blattspreite gegliedert. Charakteristisch sind die oft zu beobachtenden roten Blattadern und -stiele. Die ledrigen, dunkelgrünen, einfachen Blattspreiten sind bei einer Länge von 10 bis 15 Zentimeter oval. Die Blattoberseite ist glatter als die -unterseite. Der Blattrand ist glatt oder leicht gezähnt.

### Generative Merkmale
Die Blüten stehen einzeln endständig an den Zweigen. Die leicht duftenden, zwittrigen Blüten sind bei einem Durchmesser von bis zu 10 Zentimetern radiärsymmetrisch und windmühlenartig geformt. Die fünf Kronblätter sind meist weiß, teilweise sind sie leicht rosafarben oder werden am Ende der Anthese blass-rosafarben. Die Columna genannte Staubblattröhre ist lang und rosafarben bis rot, nur bei der Varietät Hibiscus arnottianus var. immaculatus ist sie weiß.

## Vorkommen
Die gefährdete Art Hibiscus arnottianus ist auf Hawaii endemisch. Sie ist in den feuchten bis nassen Wäldern auf den Bergen der Inseln Molokai und Oʻahu heimisch. Die Varietät Hibiscus arnottianus var. arnottianus wächst in Höhenlagen von 130 bis 750 Metern auf Oʻahu, Hibiscus arnottianus var. immaculatus ist nur noch in einigen Tälern auf Molokai zu finden, Hibiscus arnottianus var. punaluuensis wächst in den Ko'olau-Bergen in Höhenlagen von 200 bis 660 Metern.

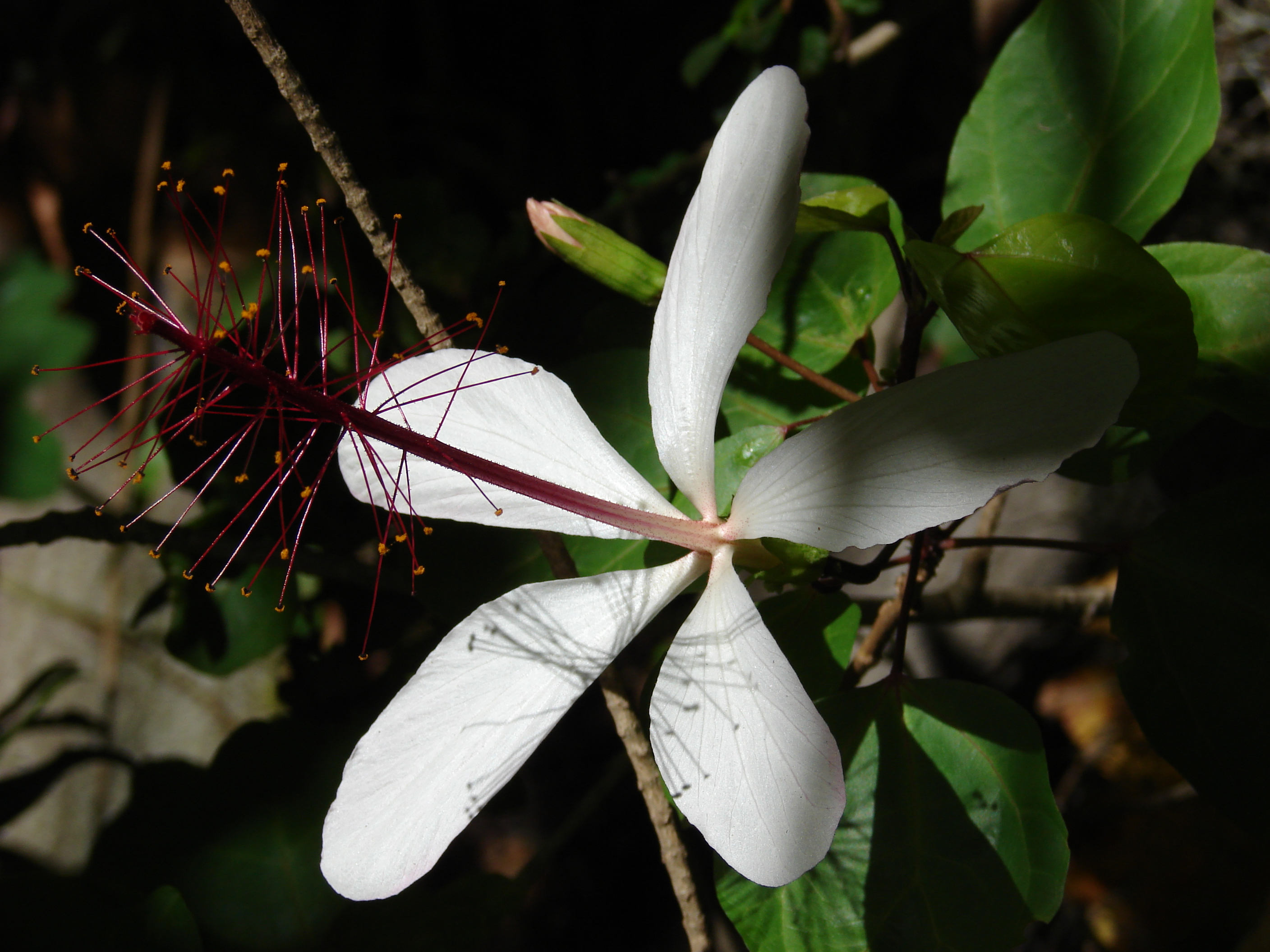
Hibiscus arnottianus var. arnottianus

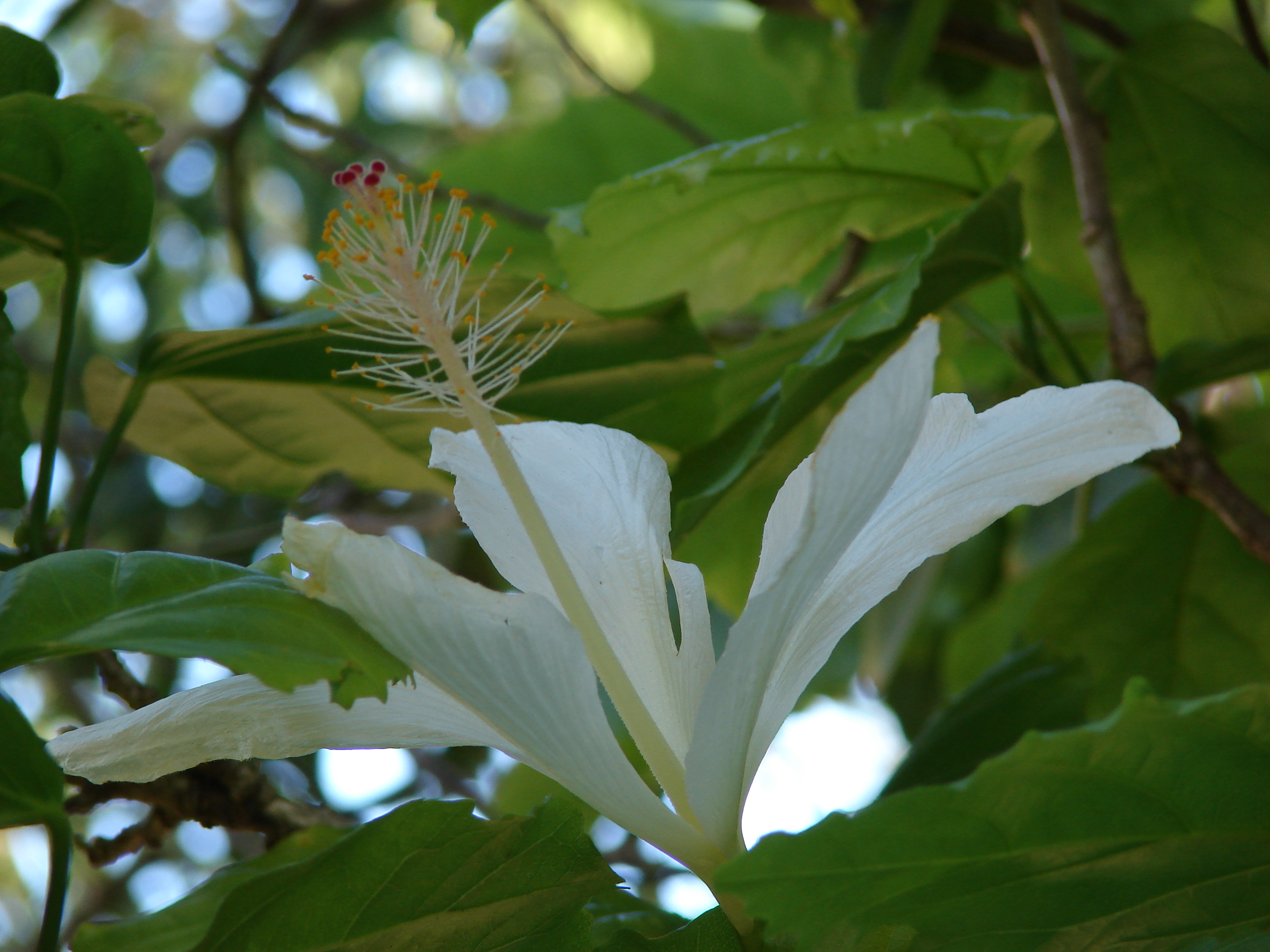
Hibiscus arnottianus var. immaculatus

## Systematik
Die Erstveröffentlichung von Hibiscus arnottianus erfolgte 1854 durch Asa Gray in United States Exploring Expedition. During the years 1838, 1839, 1840, 1841, 1842. Under the Command of Charles Wilkes, U.S.N. vol. XV. Botany. Phanerogamia by Asa Gray with a Folia Atlas of 100 Plates. Part 1. Philadelphia, Volume 15, S. 176.
Seit D. M. Bates: Bishop Museum Occasional Papers. Honolulu, Volume 29, 1989, Seite 104 gibt es drei Varietäten von Hibiscus arnottianus.
Seit 1989 gibt es von der Art Hibiscus arnottianus drei Varietäten:
- Hibiscus arnottianus A.Gray var. arnottianus
- Hibiscus arnottianus var. immaculatus (Roe) D.M.Bates (Syn.: Hibiscus immaculatus M.J.Roe): Sie hat seit 1989 den Rang einer Varietät.
- Hibiscus arnottianus var. punaluuensis (Skottsb.) D.M.Bates (Syn.: Hibiscus punaluuensis (Skottsb.) O.Deg. & I.Deg.): Sie hat seit 1989 den Rang einer Varietät.

## Nutzung
Hibiscus arnottianus eignet sich auch als Zierpflanze.
Es gibt auch Kulturformen, beispielsweise ‘Kanani Kea’ und ‘Shy Girl’.